# Trichomycterus cubataonis
Trichomycterus cubataonis és una espècie de peix de la família dels tricomictèrids i de l'ordre dels siluriformes.

## Distribució geogràfica
Es troba al Brasil.